# Chaîne Strzelecki
La chaîne Strzelecki (Strzelecki Ranges également connue comme Strzelecki Hills) est une chaîne de montagnes basses située dans la région du Gippsland au sud-est de l'Australie entre la vallée Latrobe au nord et le détroit de Bass au sud. Elle porte le nom de Paweł Edmund Strzelecki, un explorateur polonais qui a dirigé une expédition à travers cette région dans les années 1840.

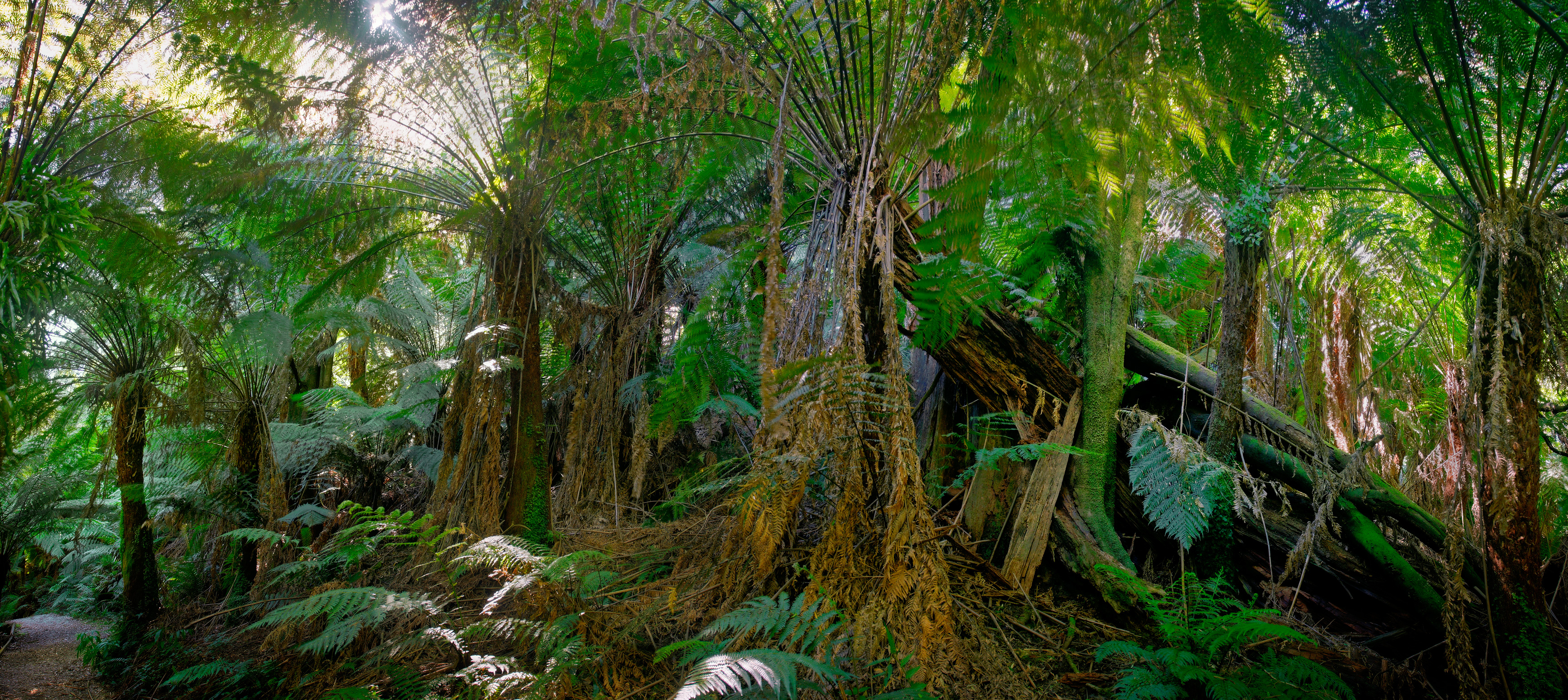
Fougères arborescentes dans le parc d'État du mont Worth.

Une forêt pluviale tempérée, peuplée d'Eucalyptus regnans hauts de 90 mètres, couvrait à l'origine cette région mais une grande partie a été détruite à la fin du XIXe et au début du XXe siècle. Certains des arbres restants sont protégés à l'intérieur du parc national de Tarra-Bulga et du parc d'État du mont Worth.
La spectaculaire Grand Ridge Road se faufile à travers la chaine et offre une vue pittoresque sur la vallée Latrobe et au sud vers la péninsule Wilsons.
Les colons de Melbourne, dans les années 1860, ont eu du mal à pénétrer dans la région jusqu'à l'arrivée du chemin de fer du Gippsland dans les années 1870. 
Le point culminant de la chaîne est le mont Tassie (environ 740 mètres d'altitude).